# رود اسلیو
رود اسلیو (به انگلیسی: Slave River) رودی در کشور کانادا است.
این رود که از استان آلبرتا سرچشمه میگیرد پس طی ۴۳۴ کیلومتر به دریاچه گریت اسلیو می‌ریزد.

## نگارخانه

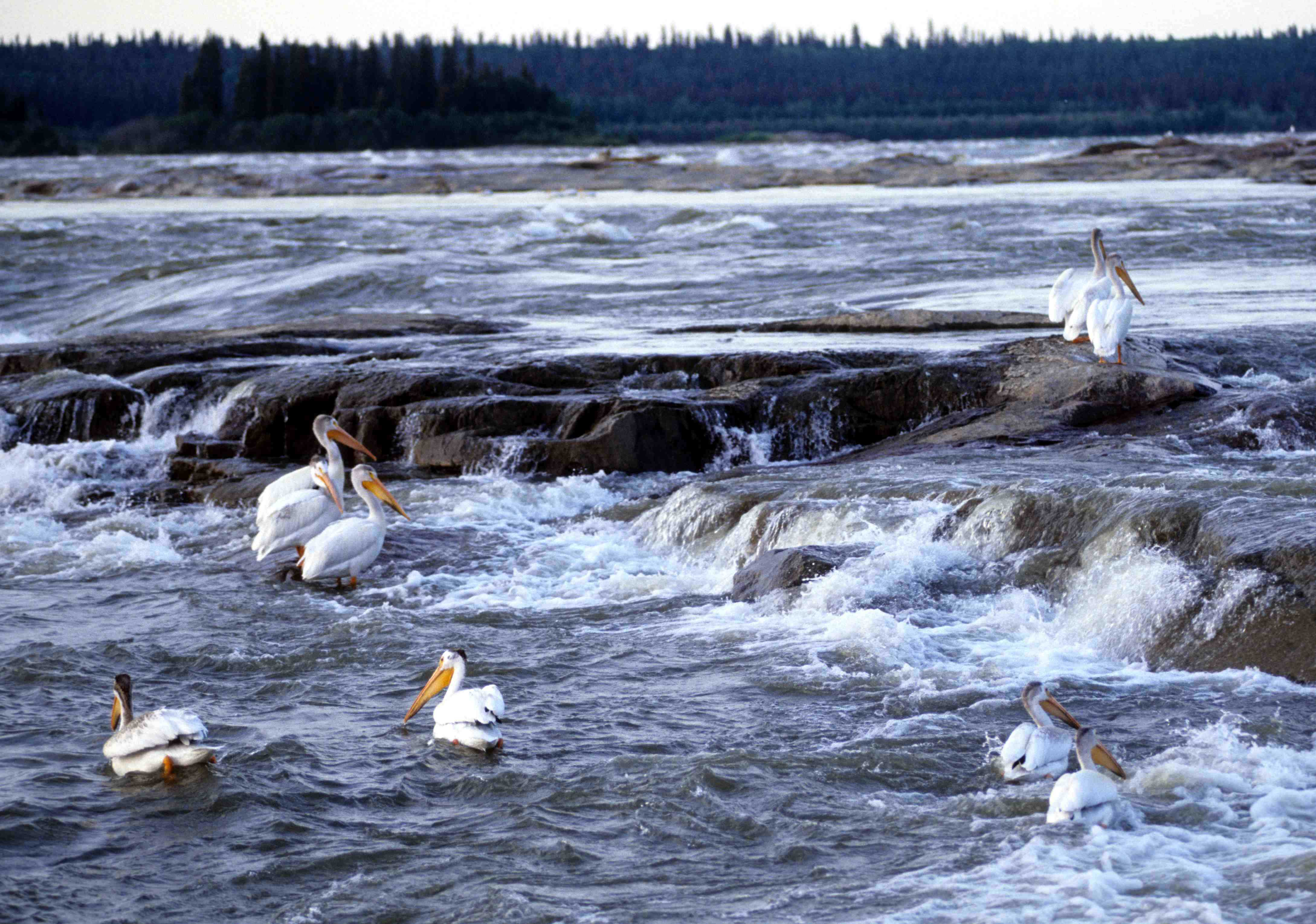
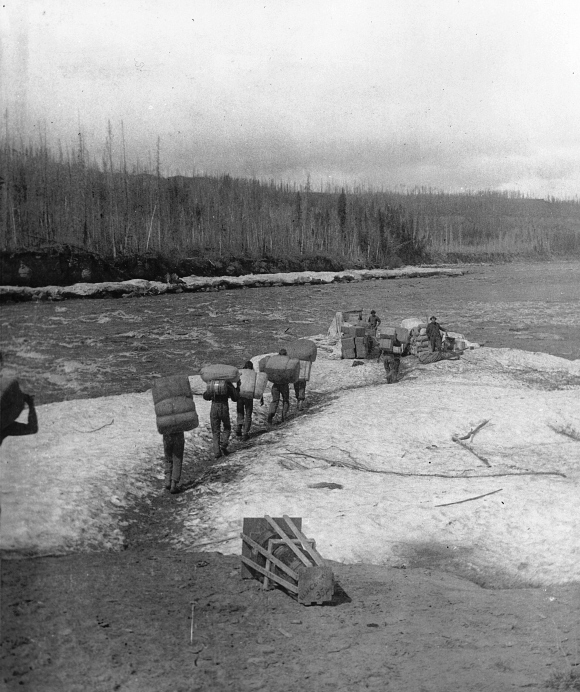
۱۹۰۰ میلادی